# W. N. P. Barbellion
W. N. P. Barbellion era el nom de plume de Bruce Frederick Cummings (Barnstaple, Devon, 7 de septiembre de 1889-Gerrards Cross, Buckinghamshire, 22 de octubre de 1919), diarista británico conocido por El diario de un hombre decepcionado. Ronald Blythe, otro autor inglés, lo calificó como «uno de los diarios más conmovedores jamás escritos».

## Biografía

### Primeros años y educación
Cummings nació en Barnstaple el 7 de septiembre de 1889, hijo de John y Maria Cummings. Naturalista por vocación, terminó trabajando en el Departamento de Historia Natural del Museo Británico, en Londres. Comenzó a escribir su diario a la edad de trece años y continuó plasmando sobre ese mismo papel todas las observaciones que hacía; con el tiempo, pasó de anotar cosas relacionadas con la ciencia a escribir sobre asuntos más personales con un estilo más literario. Pese a la devoción que sentía por la naturaleza, hizo caso a los consejos que le daban y siguió los pasos de su padre en el mundo del periodismo, aunque lo odiaba, tal y como mencionaba a menudo en su diario. Sus ambiciones literarias cambiaron de rumbo en 1914, cuando leyó el diario de la pintora rusa María Bashkirtseff, en cuyas páginas se vio identificado. En su entrada del 15 de enero de 1915, apuntó que tenía intención de que su diario se publicara: «Tengo intención de preparar un volumen para su publicación».

### Rechazo del Ejército
La vida de Cummings cambió para siempre cuando, en noviembre de 1915, se le requirió que se alistase en el Ejército británico para luchar en la Primera Guerra Mundial. Antes de acudir al reconocimiento médico previo, habló con su doctor y este le dio una carta sellada y confidencial para que la presentase en el centro de reclutamiento. Cummings desconocía el contenido de la carta, pero tampoco resultó necesaria, ya que el oficial médico no lo declaró apto para el servicio tras las pruebas. Dolido, Cummings decidió abrir la carta de regreso a casa para ver qué contenía en su interior y quedó sorprendido al percatarse de que su médico le había diagnosticado esclerosis múltiple y aseguraba que no viviría más de cinco años.
La noticia le cambió por completo e hizo que su diario se tornara mucho más intenso y personal. Se casó con Winifred Eleanor Benger poco después de descubrir su enfermedad en 1915 y tuvo con ella una hija, Penelope, en octubre de 1916. Descubrió después que a su mujer le habían informado de su enfermedad mucho antes.

### Publicación de los diarios y últimos años
En marzo de 1919 se publicó, bajo el título de El diario de un hombre decepcionado —The Journal of a Disappointed Man, en su versión original—, lo que había escrito en su diario hasta el invierno de 1917. Eligió el seudónimo «W. N. P. Barbellion» para proteger la identidad de su familia y amigos; las siglas proceden de Guillermo II de Alemania (Wilhelm), Nerón y Poncio Pilato, ya que los consideraba los hombres más desdichados de toda la historia. La primera edición incluía un prefacio escrito por H. G. Wells, lo que provocó que algunos críticos pensaran que había sido este el autor; Wells negó esto públicamente, pero la verdadera identidad de Barbellion no se conoció hasta después de su muerte.
El libro recibió críticas dispares. Aunque en un principio fue la editorial Collins la que se hizo con los derechos para publicar el diario, finalmente rechazó hacerlo porque temían que la «falta de moral» podría dañar su reputación. Una nota del editor incluida en las últimas páginas reza que Barbellion falleció el 31 de diciembre de 1917, pero lo cierto es que vivió dos años más. Falleció en realidad el 22 de octubre de 1919 en su casa de Gerrards Cross, habiendo dado el visto bueno para la publicación de un segundo volumen de memorias, Enjoying Life and Other Literary Remains —se podría traducir al español como Disfrutar de la vida y otros restos literarios—; en 1920 salió a la luz un tercer volumen con sus últimas entradas, A Last Diary —Un último diario—. Su identidad se hizo pública gracias a las esquelas de varios periódicos, lo que obligó a Henry R. Cummings, su hermano, a conceder una entrevista para confirmar los detalles referentes a su vida.
La elevada cantidad de ventas y las alabanzas que recibió el diario en su momento hacen que se siga publicando en la actualidad y que se considere un clásico de la literatura inglesa. Ha llegado a compararse con las mejoras obras de otros escritores como Franz Kafka o James Joyce.
Barbellion resume en su vida en una de las últimas entradas del diario: «Tan solo tengo veintiocho años, pero he conseguido vivir una vida tolerablemente larga en esos pocos años: he amado y me he casado, y tengo una familia; he llorado y disfrutado, he sufrido y he superado los problemas, y cuando llegue la hora, podré morir satisfecho».
Asimismo, escribió lo siguiente sobre la muerte: 

«Me basta con pertenecer al universo; un universo tan inmenso. Ni siquiera la Muerte puede privarme de ese honor. Porque nada puede cambiar el hecho de que he vivido; he sido yo, aunque sea durante tan poco tiempo. Y cuando esté muerto, la materia que compone mi cuerpo será indestructible —y eterna, así que le pase lo que le pase a mi Alma, seguiré siendo polvo, y cada uno de mis átomos seguirá su camino—. Seguiré, aun así, metiendo mis narices en todo. Cuando muera, podréis hervirme, quemarme, ahogarme, esparcirme, pero no podréis destruirme: mis pequeños átomos simplemente se burlarían de semejante venganza. La muerte no puede hacer más que matarte».